# ونمروتنکولم
ونمروتنکولم (به لاتین: Vannamarutankulam) یک منطقهٔ مسکونی در سری‌لانکا است که در استان شمالی (سری‌لانکا) واقع شده‌است.